# St. Veit (Hirschaid)

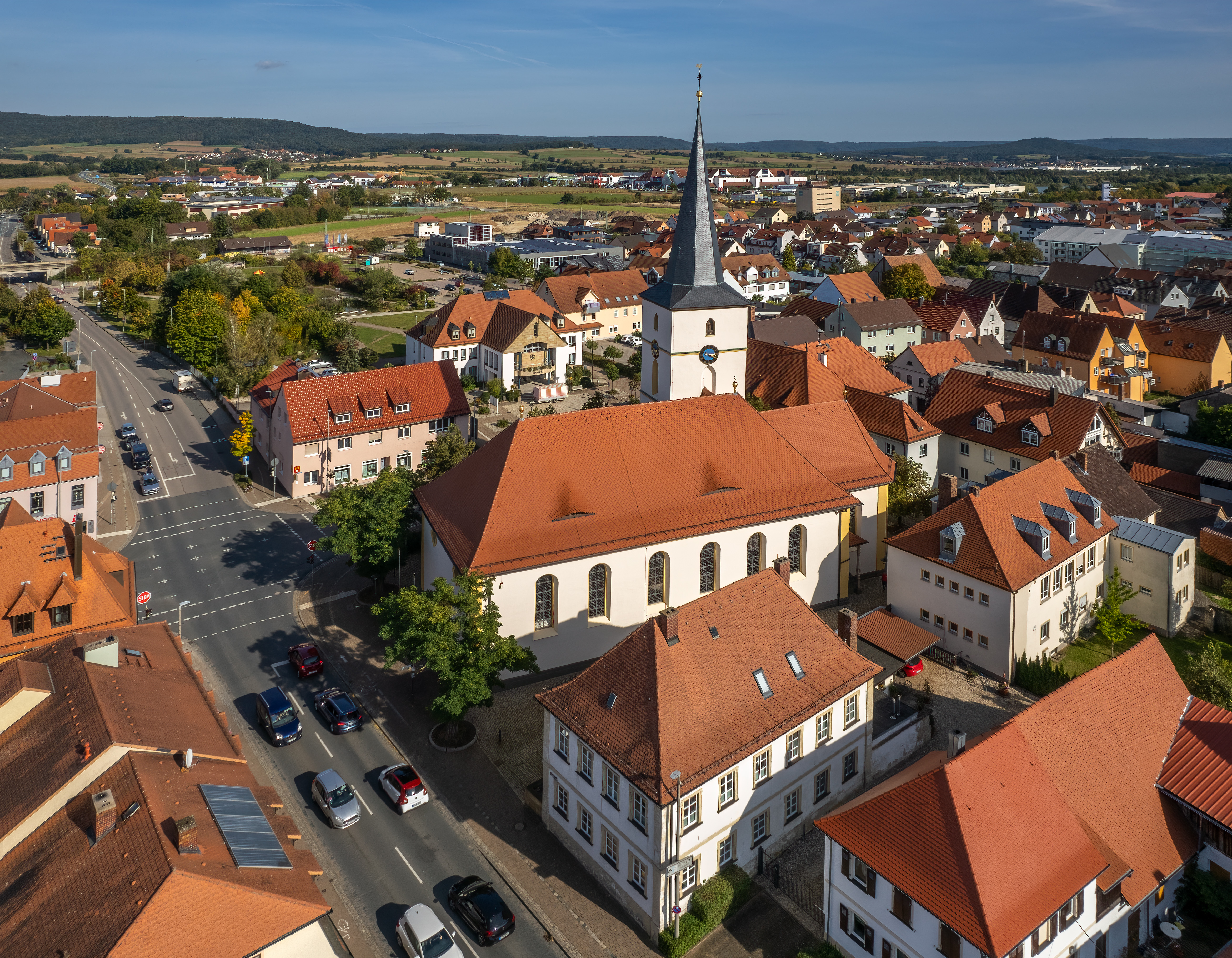
St. Veit (Hirschaid)

Die römisch-katholische, denkmalgeschützte Pfarrkirche St. Veit steht in Hirschaid, einem Markt im oberfränkischen Landkreis Bamberg (Bayern). Die Vorgängerkirche wurde 1410 zur Kirchenburg befestigt. 1420 wurde die Pfarrei selbständig.  Die Kirche gehört zum Seelsorgebereich Geisberg-Regnitztal im Dekanat Bamberg des Erzbistums Bamberg.

## Beschreibung
Die Saalkirche wurde von 1725 bis 1728 nach einem Entwurf von Balthasar Wolf erbaut. Sie hat Lisenen an den Ecken und besteht aus einem mit einem Walmdach bedeckten barocken Langhaus, einem eingezogenen, dreiseitig geschlossenen Chor im Süden und einem Kirchturm, der seitwärts im  Osten neben dem Langhaus steht. Der Kirchturm war der Chorturm des Vorgängerbaus aus der zweiten Hälfte des 13. Jahrhunderts. Er wurde beim Bau der Saalkirche mit einem achtseitigen, schiefergedeckten Knickhelm versehen. Das Langhaus wurde 1936 nach Norden verlängert und hat nunmehr sechs Joche. 
Der Innenraum des Langhauses ist mit einem Spiegelgewölbe überspannt, der des Erdgeschosses des ehemaligen Chorturms und der benachbarten Sakristei mit einem Kreuzrippengewölbe. Das Altarretabel des Hochaltars wurde mit der Glorifizierung des heiligen Veit von Johann Joseph Scheubel dem Älteren gemalt. Die Orgel auf der Empore hat 32 Register, zwei Manuale und ein Pedal und wurde 1995 von der Orgelbau Vleugels gebaut.